# 萤火虫萤光素
萤火虫萤光素(Firefly luciferin; beetle luciferin)是在许多萤火虫(Lampyridae)体内存在的萤光素。它是萤光素酶(EC编号1.13.12.7)的底物。在许多萤火虫种中，荧光素酶使荧光素發出特征性黄色亮光。
和其它的荧光素一样，萤火虫荧光素需要氧气来发光，ATP和镁也被发现是荧光素發光所需的催化劑。

## 历史
大多数对于萤火虫发光的化学研究早期是在约翰霍普金斯大学的威廉·D·麦克尔罗伊（William D. McElroy）实验室进行的。虫荧素于1949年首次被分离和纯化，但直到几年后才开发出高产率结晶该化合物的方法。这项工作包括合成和结构阐明，由约翰霍普金斯大学化学系的Emil H. White博士完成。该过程是一种酸碱提取（acid-base extraction），因为虫荧素上有一个羧酸基团。可以使用低pH值下的乙酸乙酯从约15,000只萤火虫灯笼的粉末中有效地提取虫荧素。后来，通过红外光谱、紫外可见光谱和合成方法将该化合物分解为可识别的片段，并结合使用这些手段证实了萤光素的结构。